# Sabana Grande (Puerto Rico)
Sabana Grande és un municipi de Puerto Rico localitzat a l'oest de l'illa, també conegut amb els noms de La Ciudad de los Petaterosi El Pueblo de los Prodigios. Colinda al nord amb el municipi de Maricao; al sud amb Guánica; a l'oest con San Germán i a l'est amb Yauco. Pertany a l'Área metropolitana de San Germán-Cabo Rojo.
El nom de Sabana Grande prové de l'extensa sabana que ocupa la part sur del municipi, coneguda com a SabanaGrande Abajo. El municipi està dividit en 8 barris: Sabana Grande pueblo, Santana, Tabonuco, Rincón, Rayo, Machuchal, Torre i Susúa.